# Joost de Vries
Pour les articles homonymes, voir de Vries.
Joost de Vries, né le 28 mars 1983 à Alkmaar, est un journaliste et écrivain néerlandais.

## Biographie
Joost de Vries a étudié l’histoire et le journalisme à Utrecht. 
Depuis 2007, il est rédacteur et critique littéraire au journal De Groene Amsterdammer.
Il publie en 2010 son premier roman, (nl) Clausewitz et son nom est retenu dans des sélections de prix notamment le Selexyz Debuutprijs et l'Anton Wachterprijs et lui permet d'obtenir, en 2011, la bourse de jeune auteur C.C.S. Crone-prijs. 
En 2013, il publie son deuxième roman, L'Héritier ((nl) De republiek), qui obtient un succès critique et figure à nouveau sur les listes de prix notamment du BNG Nieuwe Literatuurprijs et du Libris Literatuurprijs, et qui reçoit le prix belge Gouden Uil en 2014,. 
Il publie en 2014 (nl) Vechtmemoires et, en 2017, (nl) Oude meesters.

## Œuvres
- (nl) Clausewitz, 2010[12]
- (nl) De republiek, 2013[13],[7]

- (nl) Vechtmemoires, 2014[15]
- (nl) Oude meesters, 2017

## Prix littéraires
- Gouden Uil 2014 pour (nl) De republiek[12] (L'Héritier)
- Charlotte Köhler Stipendium 2013[7], bourse littéraire pour un jeune écrivain, pour (nl) Clausewitz, et (nl) De republiek (L'Héritier).